# Акешкі
Аке́шкі (каз. Ақешкі) — село у складі Єскельдинського району Жетисуської області Казахстану. Входить до складу Акин-Сарського сільського округу.
Населення — 401 особа (2021; 532 у 2009, 529 у 1999, 863 у 1989).